# Molophilus curtivena
Molophilus curtivena är en tvåvingeart som beskrevs av Alexander 1925. Molophilus curtivena ingår i släktet Molophilus och familjen småharkrankar. Inga underarter finns listade i Catalogue of Life.